# Cephaloziella dentifolia
Cephaloziella dentifolia là một loài rêu trong họ Cephaloziellaceae.  Loài này được Udar & Ad. Kumar mô tả khoa học đầu tiên năm 1982.